# Dan Twardzik
Dan Twardzik (* 13. April 1991 in Třinec) ist ein ehemaliger deutscher Fußballtorhüter.

## Karriere

### Vereine
In der Tschechoslowakei geboren und in Deutschland aufgewachsen, begann Twardzik in der Jugendabteilung des FC Sachsen Leipzig mit dem Fußballspielen. Von 2001 bis 2005 war er für den FC Rot-Weiß Erfurt aktiv, bevor er die nächsten vier Spielzeiten beim FC Bayern München und eine beim Karlsruher SC bestritt. Noch als A-Jugend-Spieler rückte er zur Saison 2009/10 in die zweite Mannschaft des KSC auf und bestritt sieben Punktspiele in der viertklassigen Regionalliga Süd. Sein Debüt gab er am 8. August 2009 (1. Spieltag) beim 1:1 im Auswärtsspiel gegen den SC Pfullendorf. Während der Saison war er auch in der U-19-Bundesliga in der Staffel Süd/Südwest für die A-Jugendmannschaft aktiv. In der Folgesaison bestritt er 15 Punktspiele für die zweite Mannschaft in der Regionalliga Süd.
Im Dezember 2011 wechselte er zu Como Calcio und bestritt in zwei Spielzeiten sieben Punktspiele in der Lega Pro Prima Divisione, der dritthöchsten italienischen Spielklasse. Zur Rückrunde der Saison 2012/13 wurde er vom schottischen Erstligisten FC Aberdeen verpflichtet, kam allerdings, von Januar bis August unter Vertrag stehend, in keinem Punktspiel zum Einsatz. Zur Saison 2013/14 wurde er vom schottischen Zweitligisten FC Dundee verpflichtet und blieb ohne Punktspieleinsatz, danach wurde er über ein Leihgeschäft an den Erstligisten FC Motherwell abgegeben. Sein Punktspieldebüt in der Scottish Premiership gab er am 14. Dezember 2013 (16. Spieltag) beim 2:1-Sieg im Auswärtsspiel gegen Ross County über 90 Minuten. Nach fünf absolvierten Punktspielen kehrte er zum FC Dundee zurück und bestritt zwei Ligaspiele, bevor er zur Saison 2014/15 bis 30. Juni 2016 fest an den Erstligisten FC Motherwell gebunden wurde. Seine beiden internationalen Vereinsspiele bestritt er mit seiner Mannschaft in der 2. Qualifikationsrunde zur Teilnahme an der Europa League gegen UMF Stjarnan aus Island. Vor Ablauf seines Vertrages wechselte er im Januar 2016 – in der laufenden Saison 2015/16 – zum tschechischen Drittligisten FK Viktoria Žižkov, für den er als dritter Torhüter allerdings nicht zum Einsatz kam. In der Winterpause der Saison 2017/18 wechselte er zum VSG Altglienicke in die Regionalliga Nordost.
Am 16. Februar 2020 zog er sich einen Kreuzbandriss zu und fiel bis April 2021 aus. Für Altglienicke absolvierte er in drei Spielzeiten 68 Spiele in der Regionalliga Nordost und 9 Spiele im Berliner Landespokal. Er beendete im Sommer 2021 seine aktive Laufbahn als Spieler und ist seitdem als Co-Trainer für die VSG Altglienicke tätig. 

### Nationalmannschaft
Sein Debüt für eine DFB-Auswahl gab er am 16. Dezember 2008 für die U-18-Nationalmannschaft beim 2:2 im Spiel gegen die rumänische Auswahl. Sein letztes Länderspiel bestritt er zwei Tage später beim 5:2-Sieg gegen die finnische U-18-Auswahlmannschaft.

## Erfolge
- Zweitligameister 2014 (mit dem FC Dundee)
- Berliner Landespokal-Sieger: 2019/2020 (mit dem VSG Altglienicke)

## Sonstiges
Twardzik kam als ältestes von drei Kindern zur Welt. Sein Vater René Twardzik ist ehemaliger Fußballspieler und seit 2010 Torwarttrainer beim FC Rot-Weiß Erfurt. Seine beiden jüngeren Zwillingsbrüder Patrik und Filip (* 1993) sind ebenfalls Fußballspieler.